# Provinz Cremona
Die Provinz Cremona ist eine Provinz in der italienischen Region Lombardei. Der Verwaltungssitz befindet sich in der gleichnamigen Stadt Cremona, welche, nachfolgend mit den Gemeinden Crema und Casalmaggiore, die größte der Provinz ist.

## Geographie
Die Provinz Cremona befindet sich in der Poebene und zeichnet sich durch eine flache Landschaft aus. Hügel oder Berge gibt es nahezu keine, dafür durchfließen verschiedene Flüsse wie der Serio oder die Adda das Land. In der landwirtschaftlich geprägten Provinz wurden viele künstliche Kanäle angelegt, die vor allem für den dort vorherrschenden Reisanbau wichtig sind.

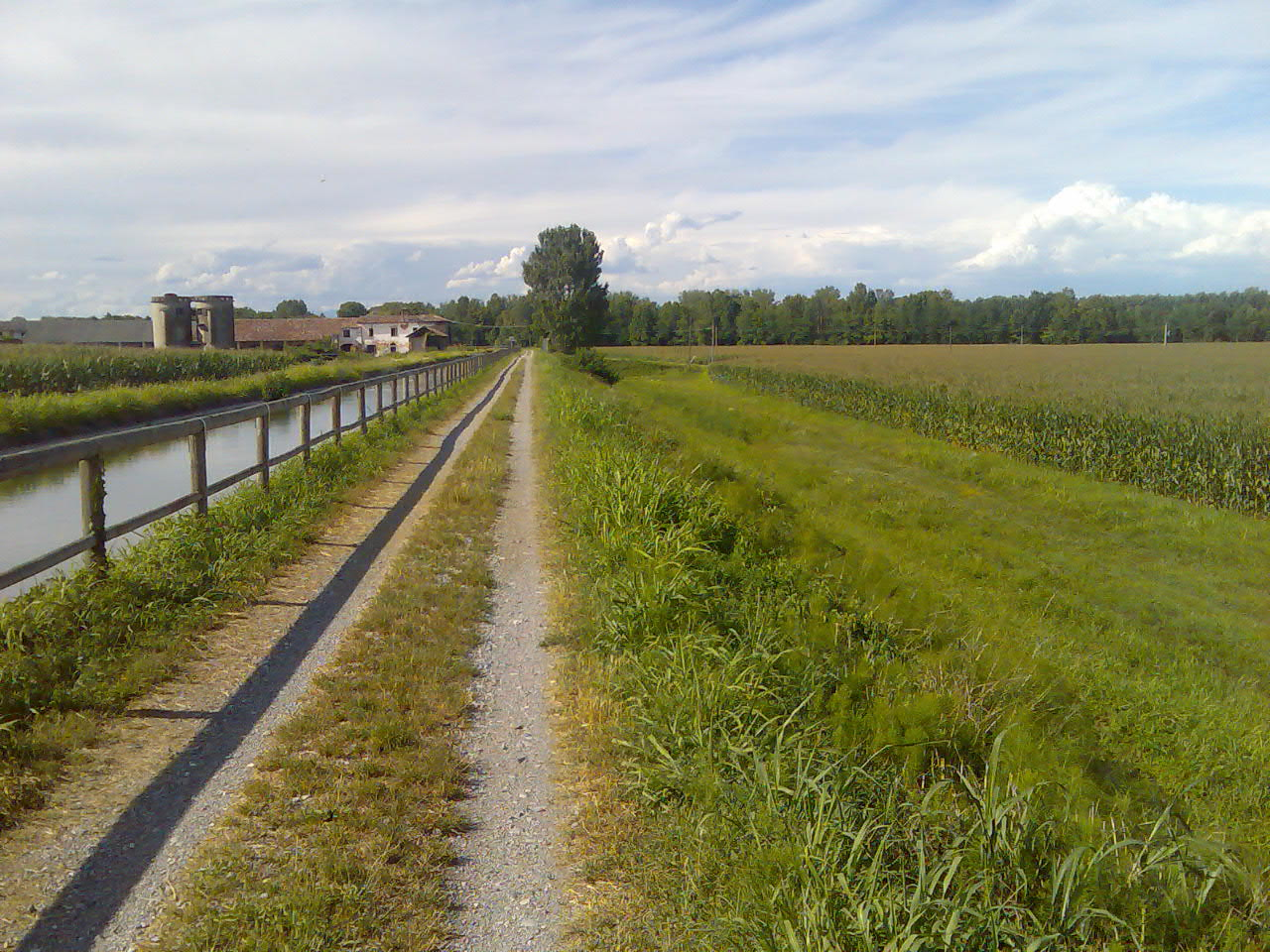
Typisches Landschaftsbild in Cremona

Der längste italienische Fluss, der Po, bildet die Grenze zur Provinz Piacenza. Der Oglio Fluss hingegen trennt Cremona von der nördlichen Provinz Brescia.
Oktober und November sind die feuchtesten Monate, Februar und Januar die trockensten. Besonders in Flussnähe ist es während des Winters oft neblig.

## Geschichte der Provinz
Die Provinz Cremona wurde 1786 im Zuge der josephinischen Reformen gegründet. Die Verwaltungsreform der Lombardei unter Kaiser Joseph II. trennte zunächst jedoch das östliche Gebiet von Casalmaggiore von der alten Landschaft ab. Erst 1791 wurde es neu zusammengefasst. Nach der napoleonischen Zeit, in der das Departement Pô (bzw. Eridan) um Lodi und Crema erweitert worden war, wurde die österreichische Provinz 1815 restauriert.
Nach der Annexion der Lombardei durch das Königreich Sardinien, wurde 1859 das Rattazzi-Dekret erlassen, um die Verwaltung des vergrößerten Staates neu zu gestalten. Die Provinz wurde nun in die drei Bezirke Cremona, Casalmaggiore und Crema unterteilt.
1868 wurde die Provinz Mantua, die zwei Jahre zuvor dem neuen Königreich Italien angegliedert worden war, in dem Maße wiederhergestellt, wie es vor 1859 der Fall war. Daher trat die Provinz Cremona einige Gemeinden an das östliche Ende ab und erhielt gleichzeitig die Gemeinde Ostiano von der Provinz Brescia.

## Größte Gemeinden
(Stand: 31. Dezember 2013)
| Gemeinde       | Einwohner |
| -------------- | --------- |
| Cremona        | 71.184    |
| Crema          | 34.284    |
| Casalmaggiore  | 15.348    |
| Castelleone    | 9.593     |
| Soresina       | 9.077     |
| Pandino        | 8.990     |
| Rivolta d’Adda | 8.069     |
| Soncino        | 7.800     |
| Spino d’Adda   | 6.993     |
| Pizzighettone  | 6.608     |
| Offanengo      | 5.960     |
| Castelverde    | 5.790     |